# Eva mitocondrial

Ascendencia mitocondrial africana.

La Eva mitocondrial, según la genética humana, fue una mujer africana que, en la evolución humana, correspondería al ancestro común más reciente femenino que poseía las mitocondrias de las cuales descienden todas las mitocondrias de la población humana actual, según pruebas de tasas de mutación de genoma mitocondrial.
La Eva mitocondrial recibe su nombre de la Eva que se relata en el libro del Génesis de la Biblia. Sin embargo, ni el nombre de "Eva" ni el término "Eva mitocondrial" fueron empleados por Allan Charles Wilson, Mark Stoneking y Rebecca L. Cann, los autores de la investigación original titulada «ADN mitocondrial y evolución humana», publicada en la revista Nature el 1 de enero de 1987. Dicho artículo fue acompañado de su respectiva noticia, firmada por Jim Wainscoat, con el título «Fuera del jardín del Edén», que empezó a proyectar el concepto de "Eva" desde los medios de comunicación. Posteriormente, el 26 de enero de 1987, la revista Time publicó un artículo de portada, titulado «Madre genealógica de todos: Los biólogos especulan que "Eva" vivió en el África subsahariana». El propio Allan Charles Wilson prefería el término de "One lucky mother", expresando que el uso del nombre de "Eva" era lamentable. El término concreto de "Eva mitocondrial" apareció por primera vez el 2 de octubre de 1987, en un artículo de la revista Science escrito por Roger Lewin, titulado "El desenmascaramiento de la Eva mitocondrial". El malentendido terminó por asentarse en la opinión pública cuando la revista Newsweek del 11 de enero de 1988 publicó un artículo titulado «La búsqueda de Adán y Eva», con una representación de Adán y Eva en la portada. Al seguir la línea genealógica por vía materna de cada persona en el árbol genealógico de toda la humanidad, la Eva mitocondrial correspondería a un antepasado femenino común que comparte toda la población actual de seres humanos (Homo sapiens).
Basándose en la técnica de reloj molecular, investigaciones recientes (2009) estiman que este ancestro vivió hace aproximadamente 200 000 años, lo que corrobora los primeros cálculos proyectados en 1987. La región más probable en que se originó es el África Oriental.
Una comparación del ADN mitocondrial de distintas etnias de diferentes regiones sugiere que todas las secuencias de este ADN tienen envoltura molecular en una secuencia ancestral común. Asumiendo que el genoma mitocondrial humano solo se puede obtener de la madre, estos hallazgos implicarían que todos los seres humanos tienen una ascendente femenina común por vía puramente materna cuando ya habrían existido los primeros y más primitivos Homo sapiens, tales como el Homo sapiens idaltu.
Uno de los errores más comunes es creer que la Eva mitocondrial era la única mujer viva en el momento de su existencia y que es la única mujer que tuvo descendencia hasta la actualidad. Estudios nucleares de ADN indican que el tamaño de la población humana antigua nunca cayó por debajo de algunas decenas de miles de personas, y, por lo tanto, había muchas otras mujeres con descendientes vivos hasta hoy, pero que en algún lugar en todas sus líneas de descendencia hay por lo menos una generación sin descendencia femenina, pero sí masculina, por lo tanto, no se mantuvo su ADN mitocondrial, pero sí su ADN cromosómico.

## Descendencia por línea mitocondrial

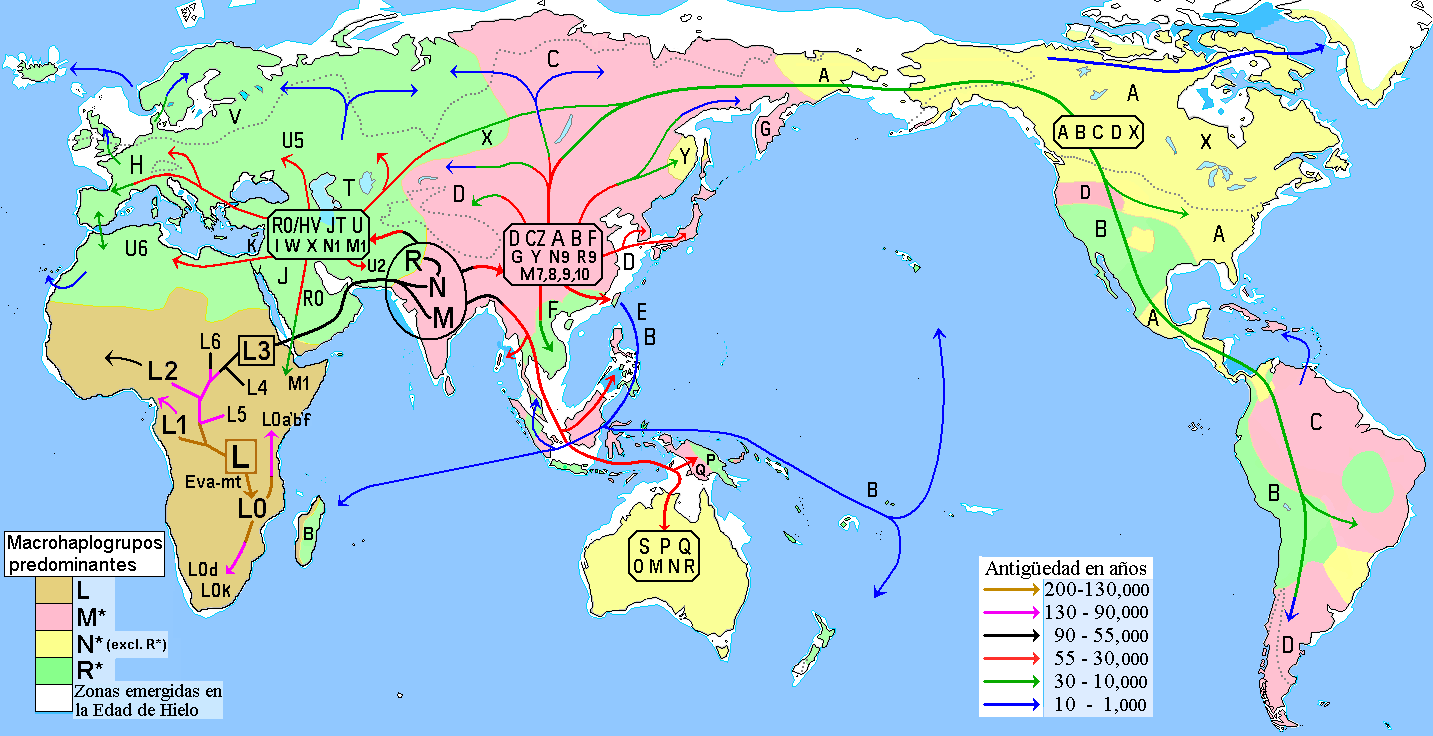
Migraciones humanas en todo el mundo según los datos del ADN mitocondrial, que al heredarse por vía materna, permite analizar las líneas matrilineares del ser humano hasta sus orígenes.

Se sabe de esta Eva a causa del genoma contenido en las mitocondrias (orgánulo presente en todas las células) que solo se transmite de la madre a la prole. Cada mitocondria contiene ADN mitocondrial, y la comparación de las secuencias de este ADN revela una filogenia molecular.
Al trazar con mecanismos genéticos los árboles genealógicos de las diversas poblaciones que habitan el planeta, se van encontrando ramas coincidentes (llamadas haplogrupos) en las diferentes poblaciones; hasta que en cierto momento, en todas ellas, se encuentra una rama común. Esta rama, por el estudio de la antigüedad de las mutaciones genéticas, apunta a una ascendencia mitocondrial africana.
Cuanto más pequeña es una población, más rápidamente converge el ADN mitocondrial; las migraciones de pequeños grupos de personas derivan (en lo que se llama deriva genética) tras unas pocas generaciones hacia un ADN mitocondrial común. Esto sirve como sustento a la teoría del origen común, teoría que plantea que los seres humanos modernos (Homo sapiens) se originaron en África hace entre 100 000 y 200 000 años.

## Relación entre la Eva mitocondrial y el Adán cromosómico
Así como las mitocondrias se heredan por vía materna, los cromosomas Y se heredan por vía paterna. Por lo tanto, es válido aplicar los mismos principios con estos.
El ancestro común más cercano por vía paterna ha sido apodado Adán cromosómico. Los primeros estudios de genética poblacional del cromosoma Y concluyeron que el Adán cromosómico vivió mucho tiempo después que la Eva mitocondrial, alrededor de unos 60 000 a 142 000 mostrando una discrepancia de más de 50 000 años de diferencia entre ambos individuos. Sin embargo, un estudio realizado por la universidad de Stanford acorta sustancialmente la diferencia temporal entre el Adán cromosómico y la Eva mitocondrial.
El equipo de la Universidad de Stanford, secuenció los cromosomas Y de 69 hombres de todo el mundo y descubrieron cerca de 9000 hasta ahora desconocidas variaciones de la secuencia de ADN en el cromosoma Y. Utilizaron estas variaciones para crear un reloj molecular más confiable y encontraron que Adán vivió hace un mínimo de 120 000 años y un máximo de 156 000 años. Un análisis comparativo de secuencias de ADN mitocondrial de los mismos hombres sugirió que Eva vivió hace 99 000 a 148 000 años. Lo que indica que el Adán Cromosómico existió antes que la Eva mitocondrial y probablemente hayan vivido cerca del mismo periodo de tiempo.

## Eva mitocondrial en la ficción
- En el capítulo final de Battlestar Galactica (Reimaginada), se especula que Hera Agathon, el primer híbrido Humano/Cylon fue en realidad la Eva-mitocondrial de la Tierra.[18]

- El manga Elfen Lied de Lynn Okamoto, pone a Lucy como la Eva mitocondrial de una nueva especie.

- El cuento "Eva mitocondrial" dentro de la colección Luminous de Greg Egan trata del tema.

- La novela, película de terror y videojuego japonés Parasite Eve utiliza la teoría mitocondrial como la base para una historia en la que un científico resucita a su esposa a través de la regeneración de las células en el hígado, con efectos desastrosos.